# Thalassämie
Als Thalassämien oder Mittelmeeranämie werden Erkrankungen der roten Blutkörperchen bezeichnet, bei denen durch einen Gendefekt das Hämoglobin nicht ausreichend gebildet bzw. gesteigert abgebaut wird.
Gendefekte auf Chromosom 11 (bei β-Thalassämie) oder 16 (bei α-Thalassämie), die zu einer verminderten Globinkettenbildung führen, sind für die Entstehung der Thalassämie verantwortlich. Die verschiedenen Thalassämievarianten werden nach den Globinen benannt, die in nicht ausreichender Menge gebildet werden: α- und β-Thalassämien. Die meisten Mutationen werden autosomal-rezessiv vererbt und treten vor allem in einstigen Malariagebieten im Mittelmeerraum (Malta, Sardinien, Sizilien, Griechenland, Zypern, Türkei), im vorderen Orient und bei der afrikanischstämmigen Bevölkerung auf. Auf Zypern ist die Erbkrankheit besonders häufig, sie wird hier durch Diagnostik und genetische Selektion (Abtreibung) intensiv bekämpft (Prävention von Thalassämie auf Zypern).

## β-Thalassämie
Die β-Thalassämie ist die häufigste Form der Thalassämie. Von ihr sind über 4000 Mutationen bekannt, die in der Regel kleinere Raster- oder Punktmutationen am β-Globin-Locus und nur selten längere Deletionen ausmachen. Die meisten Mutationen der β-Thalassämie werden autosomal-rezessiv vererbt. Die β-Thalassämie wird in zwei Formen eingeteilt, die Thalassaemia minor und die Thalassaemia major.

### Genetik der β-Thalassämie
Die β-Thalassämie wird durch Mutationen verursacht, die in DNA-Sequenzen liegen, die für das korrekte Splicing des primären β-Globin-Transkripts notwendig sind. Dieses besteht aus drei Exons und zwei Introns. Mutationen in den Erkennungssequenzen führen zu verschiedenen aberranten Splicing-Mustern, als Beispiele seien genannt:
- Das Überspringen des Exons 2, da die notwendige Erkennungssequenz verloren geht.
- Das Aktivieren einer kryptischen Splicing Site (also Sequenzen, die echten Splicing Sites ähneln) und damit die Entstehung eines abnorm verlängerten Exons 3 oder
- Das Entstehen neuer Splicing-Signale in Intronsequenzen, die zu zusätzlichen Exons führen.

### Thalassaemia minor – heterozygote Form (Rietti-Greppi-Micheli-Syndrom)
Die heterozygoten Mutationsträger zeigen zumeist keine klinischen Symptome, da sich der Defekt gegenüber dem gesunden Allel rezessiv verhält. Eventuell findet sich jedoch eine leicht vergrößerte Milz. Diese Form der Thalassämie bedarf somit auch keiner Therapie.

### Thalassaemia major – homozygote Form (Cooley-Anämie)
Bei der Cooley-Anämie werden die β-Globinketten gar nicht gebildet, wodurch kein normales HbA1 (α2β2) produziert werden kann. Der starke Überschuss von γ- und δ-Globinen führt zu defekten, instabilen Erythrozyten, die bereits im Knochenmark wieder zu Grunde gehen (ineffektive Erythropoese).
Die homozygoten Mutationsträger sind schwer krank, da bei ihnen beide Allele betroffen sind. Die Patienten haben bereits wenige Monate nach der Geburt eine stark vergrößerte Leber und Milz, leiden später an Wachstumsstörungen, schweren Schäden innerer Organe und an Knochenfehlbildungen.
Wichtigstes Symptom ist eine schwere Anämie. Sie ist definiert als pathologisch erniedrigte Hämoglobinkonzentration im Blut mit der Folge einer lebenslangen Transfusionsbedürftigkeit des Patienten, die unbehandelt im frühen Kindesalter zum Tod führt. Typischerweise erhalten die Patienten alle zwei bis sechs Wochen Bluttransfusionen, um den Hämoglobinmangel auszugleichen. Das Knochenmark versucht, den durch die ineffektive Erythropoese entstandenen Mangel an funktionierendem Hämoglobin durch eine Überproduktion zu kompensieren. Dadurch entstehen kompensatorische Hypertrophien, die typischerweise in den Wangen- und Schädeldecken-Knochen besonders ausgeprägt sind (verbreiterte Wangenknochen, weiter Augenabstand und auf dem Röntgenbild der sog. Bürstenschädel). Die Milz filtert nun verstärkt die fehlerhaften Erythrozyten aus dem Blut und baut sie ab. Durch die starke Beanspruchung der Milz kommt es zur Splenomegalie. Die Konzentration von Bilirubin, einem Zerfallsprodukt der Erythrozyten, steigt im Blut an. Normalerweise wird das Bilirubin in der Leber abgebaut. Bei einem stark erhöhten Bilirubinspiegel im Blut kommt es jedoch zum Ikterus. Aufgrund des Sauerstoffmangels kommt es zu einer kardialen Belastung, das bedeutet, das Herz versucht durch eine höhere Pumpfrequenz den Sauerstoffmangel auszugleichen und wird dadurch zusätzlich belastet.
Neben der lebenslangen Transfusionsabhängigkeit ist die Entstehung der überwiegend therapiebedingten Eisenüberladung (Hämosiderose) das folgenschwerste Problem aller Patienten mit homozygoter β-Thalassämie. Normalerweise liegt der Eisengehalt des Menschen bei etwa 4 g. Bei Gesunden wird täglich etwa 1 mg aufgenommen. Ein Milliliter einer Blutkonserve enthält ca. 1 mg Eisen. Bei einem durchschnittlichen Transfusionsbedarf von 200 ml / kg Körpergewicht / Jahr werden einem zirka 30 kg schweren Patienten somit jedes Jahr zirka 6 g Eisen zugeführt. Die dadurch entstehende zunehmende Eisenvergiftung des Körpers führt zu schweren Organschäden im Bereich von Herz, Leber und Bauchspeicheldrüse.

## α-Thalassämie
Die seltenere Variante ist die α-Thalassämie. Bei ihr kommt es durch die fehlenden α-Ketten zu einem Überschuss an γ- und β-Globinen. Die häufigste Mutation der α-Thalassämie wird durch eine Deletion bei ungleichem Crossing over während der Meiose hervorgerufen. Insgesamt sind ungefähr 55 Mutationen bekannt, von denen die meisten Punktmutationen sind und autosomal-rezessiv vererbt werden. Das Krankheitsbild wird durch die Zahl der noch funktionierenden α-Gene bestimmt. Bei der schwersten Form, der Inaktivierung aller vier α-Gene, kommt es zum Tode des Embryos in der Gebärmutter. Wenn drei Gene inaktiv sind, liegt die so genannte HbH-Krankheit vor, die durch eine leichtere Form einer Thalassämie gekennzeichnet ist. Insgesamt zeigen Patienten mit der HbH-Krankheit äußerlich kaum Symptome, da noch HbA-Moleküle gebildet werden können. Patienten mit HbH-Krankheit benötigen deswegen nur selten Bluttransfusionen.

## Diagnose
Das Blutbild (normales oder sogar erhöhtes Serumeisen, hypochrome und mikrozytäre rote Blutkörperchen) kann Hinweise auf das Vorliegen dieser Erkrankung geben. Auch erhöhte Erythrozytenwerte sind häufig auf eine Thalassämie zurückzuführen. Im Mikroskop sind typischerweise sog. Targetzellen (schießscheibenartig gefärbte Erythrozyten) zu finden. Die Diagnose wird anhand der Symptomatik gestellt und mittels einer Hb-Elektrophorese gesichert. Molekulargenetische Nachweise der Mutationen erlauben bei Kinderwunsch eine Pränataldiagnostik, sofern der Partner ebenfalls eine Thalassämia minor (oder major) aufweist.

## Therapie
Bei Homozygotie im Sinne einer Thalassämia major erfolgt zunächst eine symptomatische Therapie mit regelmäßigen Bluttransfusionen (sog. Hypertransfusionsregime). Dieses Vorgehen bedeutet, dass alle 2–3 Wochen 2–3 Blutkonserven (Erythrozytenkonzentrate) dem betroffenen Patienten transfundiert werden. Ziel ist die Unterdrückung der eigenen, durch die Thalassämia major bedingt ineffektiven Blutbildung, die unbehandelt zu einer schweren hämolytischen Anämie führt. Die vor Jahren noch regelhaft durchgeführte Milzentfernung (Splenektomie) wird unterdessen nur zurückhaltend oder so spät wie irgend möglich eingesetzt, da nach Milzentfernung das Risiko schwer verlaufender bakterieller Infektionen besteht (Postsplenektomie-Syndrom, OPSI = Overwhelming Post Splenectomy Infection Syndrome). Eine Indikation zur Splenektomie ist beispielsweise das unzureichende Ansprechen auf die regelmäßigen Transfusionen aufgrund Zerstörung der roten Blutkörperchen in der Milz.
Das Hypertransfusionsregime ist in der Lage, die Auswirkungen einer Thalassämia major auf die Skelettentwicklung sowie auf die Größe von Leber und Milz als Orte zusätzlicher Blutbildung hervorragend zu unterdrücken. Nachteilig ist, dass die mittels der Blutkonserven zugeführte Menge an Eisen größer ist als die Menge an Eisen, welche der Körper ausscheiden kann. Es kommt daher zu einer Ablagerung von Eisen in die Leber, das Herz (Myokard), die Bauchspeicheldrüse (Pankreas) und die Hirnanhangdrüse (Hypophyse). Dies wird als sekundäre Hämosiderose bezeichnet. Die Eisenablagerung führt zu einem zunehmenden Funktionsverlust der betroffenen Organe. Beim Herzen resultiert eine Herzmuskelschwäche, bei der Hirnanhangdrüse schwere Störungen des Hormonhaushalts mit Ausbleiben von Wachstum, sexueller Entwicklung, Schilddrüsenunterfunktion usw. und bei der Bauchspeicheldrüse ein Diabetes mellitus durch Zerstörung der insulinproduzierenden Zellen.
Daher ist die eisenausschleusende Therapie (Chelation) eine quasi zwingende Begleitbehandlung der Thalassämien, welche mittels Hypertransfusionsregime behandelt werden. Hierbei werden Substanzen parenteral (Infusion) oder peroral (Tablette oder Kapsel) verabreicht, die eine vermehrte Eisenausscheidung verursachen. Hier wirksame Substanzen sind Deferoxamin sowie Deferasirox und Deferipron.
Sowohl das Hypertransfusionsregime als auch die Chelation müssen lebenslang durchgeführt werden.
Die einzige kurative (heilende) Behandlungsform der Thalassaemia maior besteht in der Durchführung einer Stammzelltransplantation mit hämatopoietischen Stammzellen bzw. Knochenmark. Durch die Stammzelltransplantation wird die defekte Bildung der roten Blutkörperchen nach Zerstörung des ursprünglichen Knochenmarks durch Strahlen- oder Chemotherapie ersetzt. Diese Behandlung ist jedoch aufgrund der notwendigen Zerstörung des ursprünglichen Knochenmarks und der daraus resultierenden zeitweiligen Folgen wie Immunschwäche, Blutungsgefahr und Blutarmut komplikationsreich, aber die einzige Chance auf vollständige Heilung. Es ist möglich, das Knochenmark eines Thalassaemia major-Patienten durch Knochenmark eines Thalassämia minor-Patienten zu ersetzen.
Die Thalassaemia minor benötigt in aller Regel keine Behandlung. Lediglich im Rahmen der Schwangerschaft bei betroffenen Frauen kann die Anämie Ausmaße erreichen, die einer Behandlung bedürfen. Ansonsten ist mit einer Thalassaemia minor ein normales Leben möglich.
Seit 2018 werden erfolgreich auch gentherapeutische Ansätze eingesetzt.

### Komplikationen
- Hämosiderose. Da der Mensch nicht über Mechanismen der Eisenelimination verfügt, müssen Patienten ab einem Alter von ungefähr 2–4 Jahren lebenslang täglich Medikamente einnehmen. Diese Medikamente bilden Komplexe mit dem im Körper befindlichen Eisen und führen zu einer erhöhten Ausscheidung von Eisen und damit einer Verbesserung der Eisenbilanz. Während dies früher als so genannte Eisenchelattherapie in Form einer nächtlichen Infusion durchgeführt werden musste, stehen heute Präparate zur Verfügung, die als Tablette/Kapsel eingenommen werden können. Zu den Eisenchelatbildnern zählen folgende Wirkstoffe: Desferoxamin (nur parenteral), Deferiprone (L1) und Deferasirox (ICL-670).
- Herzinsuffizienz: Dank dieser Therapie kann heute das früher oft schon im Alter von 25 bis 30 Jahren lebensbegrenzende Herzversagen vermieden werden.
- Leberinsuffizienz: Die Leberinsuffizienz (Leberschädigung) resultiert aus der Eisenablagerung im Lebergewebe im Rahmen der Hämosiderose. Der Nachweis einer Hepatosiderose (Eisenablagerung in der Leber) kann entweder durch eine Leberbiopsie mit anschließender Berliner-Blau-Färbung des entnommenen Gewebes oder mittels SQUID (SQUID) oder mittels einer speziellen Form der Magnetresonanztomographie (MRT) durchgeführt werden.
- Diabetes mellitus
- Wachstumsstörungen und Skelettveränderungen. Durch die regelmäßigen Bluttransfusionen kann man die meisten Probleme in den Griff bekommen. Der Sauerstofftransport wird verbessert und eine vermehrte Erythropoese wird gesenkt. So werden auch kompensatorische Hypertrophien und die damit verbundenen Skelettveränderungen vermieden.
- Haarausfall

## Geschichte
Als erste Beschreibung der β-Thalassämie gilt eine Arbeit des US-amerikanischen Kinderarztes Thomas B. Cooley, A Series of Cases of Splenomegaly in Children, with Anemia and Peculiar Bone Changes, aus dem Jahr 1925. 1932 wurde von Whipple und Bradford erstmals der Begriff Thalassämie gebraucht, und sechs Jahre später veröffentlichte der griechische Arzt Caminopetros die These, dass Thalassämien erblich bedingt sind, und kurz darauf wurden die kompletten Aminosäurenfolgen für die verschiedenen Hämoglobin-Ketten bestimmt. Später wurde deutlich, dass es sich bei den Thalassämien um eine heterogene Gruppe erblicher Erkrankungen handelt, die nicht nur im Mittelmeerraum vorkommen. Mit Entdeckung des Enzyms Reverse Transkriptase war es schließlich möglich, die mRNA von Thalassämie-Patienten zu untersuchen und dadurch zu erkennen, dass die Erkrankungen auf einer verminderten Produktion von mRNA, die für die Globin-Herstellung nötig ist, beruht.

## Malaria
Die Thalassämie wurde durch Malaria evolutionär begünstigt: Die Deformation der roten Blutzellen verursacht einerseits Atemnot. Andererseits bremst sie die Erreger der Malaria aus. Menschen mit Thalassämie sind speziell vor der tödlichen Blutarmut einer Malaria-Infektion geschützt. Dies wurde auch in einer Studie mit über 2.500 lebensbedrohlich erkrankten Kindern bestätigt. Durch die kurze Lebensdauer der roten Blutkörperchen versucht der Körper die Zahl der Zellen durch vervielfachte Neubildung zu erhöhen. Während eines Malaria-Anfalls geht die Zahl der roten Blutzellen um 30 bis 50 Prozent zurück. Doch vielen Kindern mit der leichten Form der Blutkrankheit konnte dieser Verlust nichts anhaben, da sie wegen ihrer Thalassämie zuvor bereits 10 bis 20 Prozent mehr rote Blutkörperchen als Kinder ohne den Gendefekt hatten. Es ist deshalb kein Zufall, dass die Thalassämie vor allem in einstigen Malariagebieten auftritt wie etwa Malta, Sardinien, Griechenland, Zypern, Israel bis in den Iran. Patienten mit Thalassämie sind dennoch nicht generell immun gegen Malariaerreger. Bei fehlender Behandlung kann Malaria daher auch bei Thalassämie zum Tod führen.